# Tour de garde du Cap-Sicié
La Tour de garde du cap Sicié était une tour du XVIe siècle située sur le massif du Cap-Sicié sur la Côte d'Azur.
Depuis les XIIIe et XIVe siècles, des postes de surveillance existèrent sur les points élevés de la Côte d'Azur entre Hyères et Marseille.
Dans les annales de Six-Fours-les-Plages de l'abbé Garrel, on retrouve une traduction d'un document daté du 11 février 1352 où Raymond d'Agout, gouverneur de Provence pour la reine Jeanne, « donne ordre aux Syndicats de Six-Fours de renouveler les gardes que la communauté a toujours entretenues à ses frais et depuis sur les Montagnes de Sicié et du Cepet, au Château et sur toutes les côtes du territoire ». En 1530 est construite une tour de garde sur la crête de Sicié.
Une délibération de la communauté des Six-Fours en date du 20 juillet 1589 relate son remplacement par une nouvelle tour de 8 mètres de haut, plus solide, sur le massif du Cap-Sicié.
En 1625, la foudre tomba sur la tour et les gardiens furent épargnés. Cet événement entraînera la construction de la chapelle dès 1633.